# Jean Pierre Barrientos
Jean Pierre Barrientos, vollständiger Name Jean Pierre Agustín Barrientos Díaz, (* 16. September 1990 in Montevideo) ist ein uruguayischer Fußballspieler.

## Karriere
Der 1,74 Meter große Mittelfeldakteur Barrientos gehörte zu Beginn seiner Karriere seit der Apertura 2008 dem Kader des in Montevideo beheimateten Racing Club an. Nach mindestens 51 Spielen und zwölf Toren für den Klub in der Primera División (2009/10: 23 Spiele (3 Tore); 2010/11: 28 (9); für 2008/09 liegen keine Daten vor) sowie acht Einsätzen (kein Tor) in der Copa Libertadores wechselte er im Juli 2011 nach Portugal zu Vitória Guimarães. Dort bestritt er bis Saisonende 2013/14 69 Partien in der Primeira Liga und erzielte drei Treffer (2011/12: 26 (0); 2012/13: 17 (1); 2013/14: 26 (2)). Zudem lief er für die Zweite Mannschaft des Klubs in der Segunda Liga in der Spielzeit 2012/13 dreimal (ein Tor) auf. Neben nationalen Pokaleinsätzen stehen zudem fünf Begegnungen (kein Tor) der Europa League mit seiner Beteiligung zu Buche. In der Spielzeit 2014/15 wurde er nicht in der höchsten portugiesischen Spielklasse eingesetzt, kam jedoch bei der Zweitvertretung des Klubs in der Segunda Liga neunmal (ein Tor) zum Einsatz. Im Laufe der Spielzeit wechselte er am 17. Februar 2015 zum polnischen Klub Wisła Krakau, für den er 16-mal in der Liga auflief und ein Tor erzielte. Im Juli 2015 kehrte er zu Racing nach Montevideo zurück und bestritt beiden Uruguayern in der Apertura 2015 alle 15 Erstligaspiele (drei Tore). Im Januar 2016 schloss er sich dem argentinischen Erstligisten Olimpo de Bahía Blanca an. Dort stehen für ihn sieben Einsätze (kein Tor) in der Primera División zu Buche. Im Juli 2016 trat er ein Engagement beim peruanischen Klub FBC Melgar an. Dort verbrachte er eineinhalb Jahre, bevor er sich im Januar 2018 erneut Racing Club de Montevideo anschloss. Zwischen Anfang 2019 und Mitte 2020 folgte eine Station beim Xanthi FC. Im August 2020 nahm ihn der Volos NFC unter Vertrag.